# Ristijärvi
Ristijärvi è un comune finlandese di 1174 abitanti, situato nella regione del Kainuu.